# Norsk Tipping

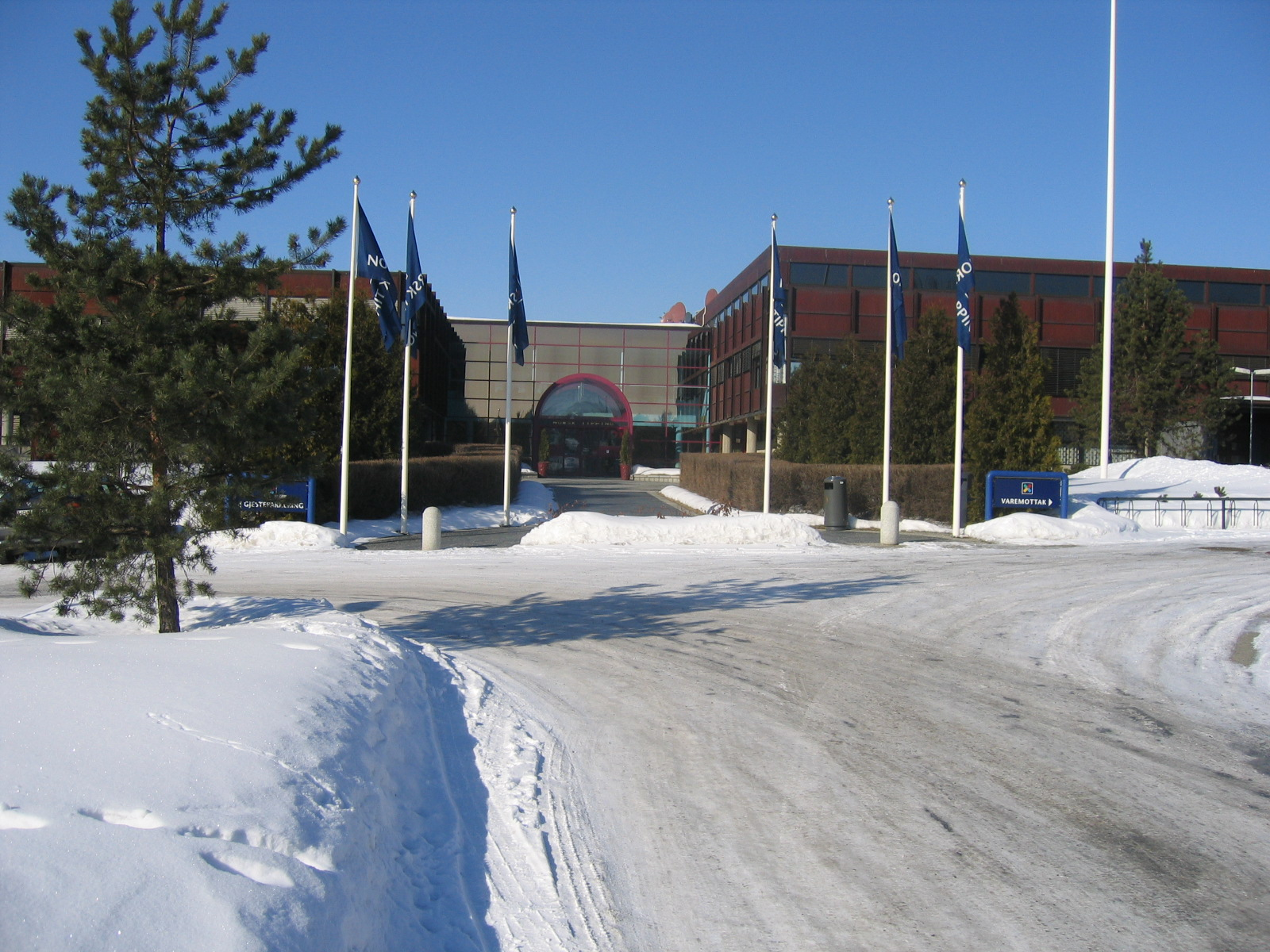
Hauptsitz in Hamar

Norsk Tipping AS ist eine staatliche Lottogesellschaft in Norwegen mit Hauptsitz in Hamar. Norsk Tipping hat das Monopol auf viele Arten von Glücksspiel. Es steht unter der Aufsicht des Kultur- und Gleichstellungsministeriums.

## Geschichte

### Gründungszeit
Norsk Tipping wurde im Jahr 1947 gegründet, nachdem im Jahr 1946 die Konzession erteilt wurde, Glücksspiele im Zusammenhang mit Sportveranstaltungen anzubieten. Erster Direktor wurde Arne Nickelsen. Im ersten Jahr wurden Mitarbeiter eingestellt und der Glücksspielbetrieb vorbereitet. Im März 1948 wurde schließlich mit Fußballwetten begonnen. Gewettet wurde auf englische Fußballspiele.

### Umzug nach Hamar
Anfangs war Norsk Tipping in Smestad in Oslo ansässig. Im Jahr 1967 beschloss das norwegische Nationalparlament, dass Norsk Tipping nach Hamar ziehen solle. Der Umzug erfolgte schließlich im Juni 1975. Nur wenige Mitarbeiter gingen von Oslo nach Hamar, so dass in Hamar größtenteils mit neuem Personal weitergearbeitet wurde.

### Ausbau des Angebots und Vollverstaatlichung
Nachdem im Jahr 1969 der norwegische Rundfunk mit der Übertragung von Tippekampen begann, bei der englische Fußballspiele im Zusammenhang mit einem Wettangebot gezeigt wurden, stieg das Interesse an Sportwetten in der norwegischen Bevölkerung. Im Jahr 1985 entfiel die Altersgrenze von 18 Jahren und ein Jahr später wurde in Norwegen Lotto eingeführt. Gemeinsam mit der Einführung wurde bestimmt, dass Gewinne auch an den Kultursektor gehen sollten. Im Mai 1992 begann Norsk Tipping damit, auch Online-Glücksspiel anzubieten. Im selben Jahr wurde beschlossen, dass die Gewinne je zu einem Drittel für Sport, Kultur und Wissenschaft verwendet werden sollen.
Bis 1993 gehörte Norsk Tipping zu 40 % dem Staat, zu 40 % dem Norwegischen Sportverband (Norges idrettsforbund) und zu 20 % dem Norwegischen Fußballverband (Norges Fotballforbund). Seit 1993 ist Norsk Tipping vollständig in staatlichem Besitz. Im selben Jahr begann eine Kooperation mit den dänischen, schwedischen, finnischen und isländischen Lottogesellschaften und es wurde das internationale Lottoformat Vikinglotto eingeführt.
Im Jahr 2003 erhielt Norsk Tipping das Monopol auf den Betrieb von Spielautomaten. Zuvor waren auch private Betreiber erlaubt. Insgesamt gab es rund 18.500 Automaten von 219 privaten Betreibern. Das Monopol wurde 2006 vom Obersten Gerichtshof und dem EFTA-Gerichtshof bestätigt.

### Eurojackpot
Seit 2013 beteiligt sich Norsk Tipping am Eurojackpot. Am 27. Juni 2025 kam es durch einen Rechenfehler dazu, dass vielen Lottospielern 10.000-fach zu hohe Gewinne beim Eurojackpot angezeigt wurden. Im Rahmen der Umrechnung von Eurocent auf Norwegische Kronen war statt einer Division durch 100 eine Multiplikation mit 100 durchgeführt worden. Zu falschen Auszahlungen kam es jedoch nicht. Insgesamt waren 47.000 Personen betroffen, wovon 16.000 eine Push-Mitteilung zu ihrem vermeintlichen hohen Gewinn erhielten. Tonje Sagstuen, die leitende Direktorin von Norsk Tipping, gab am Tag darauf ihren Rücktritt bekannt.

## Grundlagen
Norsk Tipping wird durch das Glücksspielgesetz (Lov om pengespill, kurz pengespilloven) reguliert. In §11 wird dort festgelegt, dass Norsk Tipping AS sich im Staatsbesitz befinden muss und die Aktien nicht handelbar sind. Zweck des Unternehmens ist es „verantwortungsvolles Glücksspiel zu fördern und negative Folgen des Glücksspiels gemäß den gesetzlichen Bestimmungen zu verhindern.“
Nach § 12 werden die Gewinne in folgender Reihenfolge verteilt:
1. Der Gewinn aus den Bingo-Terminals von Norsk Tipping wird gemäß den Verteilungsvorschriften verteilt.
2. Mindestens 0,5 Prozent des Unternehmensgewinns werden für Maßnahmen gegen Spielsucht verwendet.
3. Bei Bedarf werden Mittel dem sonstigen Eigenkapital zugeführt.
4. 6,4 Prozent des verbleibenden Gewinns werden für Gesundheits- und Rehabilitationszwecke ausgeschüttet.
5. Der verbleibende Betrag wird zu 64 Prozent für sportliche Zwecke, zu 18 Prozent für kulturelle Zwecke und zu 18 Prozent für gemeinnützige oder humanitäre Organisationen ausgeschüttet.